# گرو کارل گیلبرت
گرو کارل گیلبرت (به انگلیسی: Grove Karl Gilbert) زمین‌شناس آمریکایی (۱۹۱۸-۱۸۴۳) بود. وی در ادبیات آکادمیک بیشتر به‌نام کارل گیلبرت شناخته می‌شود. گیلبرت در روچستر به‌دنیا آمد و از دانشگاه روچستر دانش‌آموخته شد. وی در سال ۱۸۷۱ به‌عنوان نخستین زمین‌شناس به سازمان جغرافیایی جورج ویلر پیوست.
گیلبرت در سال ۱۸۷۴ به گروه نقشه‌برداری کوه‌های راکی جان وسلی پاول پیوست و دستیار اول او شد. وی در این دوره کتاب مهم «زمین‌شناسی کوه‌های هنری» را به‌چاپ رساند. پس از تأسیس سازمان زمین‌شناسی آمریکا در سال ۱۸۷۹، گیلبرت به‌عنوان کارشناس زمین‌شناسی به این سازمان پیوست و تا هنگام مرگش در آن‌جا به‌کار پرداخت.
گیلبرت دو هفته پس از زمین‌لرزه ۱۹۰۶ سانفرانسیسکو اقدام به تهیه عکس‌هایی از خسارت‌های ایجاد شده در امتداد گسل سن اندریاس نمود.
کارل گیلبرت به‌عنوان یکی از دانشمندان مهم در دانش ژئومورفولوژی به‌شمار می‌رود که نظریات مهمی دربارهٔ تحول ناهمواری‌ها، فرسایش ورسوب‌گذاری ارائه کرده است. وی همچنین پیشتاز دانش سیاره‌شناسی و از زمین‌شناسان تأثیرگذار در ایالات متحده بود.